# Tribe of Force
Tribe of Force är det tyska a-cappella/power metal-bandet Van Cantos tredje studioalbum, utgivet i februari 2010 på Napalm Records, bandets första på detta skivbolag. Albumet gavs även ut i Japan på Avalon.
Skivan innehåller gästbidrag av Victor Smolski (då i Rage), Chris Boltendahl (Grave Digger) och Tony Kakko (Sonata Arctica).
Musikvideor spelades in till "Lost Forever", "Rebellion", "Last Night of the Kings" och "Magic Taborea".

## Låtlista
1. "Lost Forever" – 4:40
2. "To Sing a Metal Song" – 3:24
3. "One to Ten" – 4:06
4. "I Am Human" – 3:56
5. "My Voice" – 5:30
6. "Rebellion (The Clans Are Marching)" (Grave Digger-cover) – 4:05
7. "Last Night of the Kings" – 3:52
8. "The Tribe of Force" – 3:17
9. "Water, Fire, Heaven, Earth" – 3:32
10. "Master of Puppets" (Metallica-cover) – 8:23
11. "Magic Taborea" – 3:22
12. "Hearted" – 4:00
13. "Frodo's Dream" – 3:06

Bonusspår på nyutgåvan
1. "Magic Taborea" (Orchestral version) – 3:20

## Medverkande
Musiker
- Dennis "Sly" Schunke – leadsång
- Inga Scharf – leadsång
- Stefan Schmidt – låg rakkatakkasång
- Ross Thompson – hög rakkatakkasång
- Ingo Sterzinger – djup dan-dansång
- Bastian Emig – trummor, bakgrundssång

Gästmusiker
- Victor Smolski – gitarr
- Chris Boltendahl – sång
- Tony Kakko – sång

Produktion
- Stefan Schmidt – producent, inspelningstekniker, mixning, mastering
- Charlie Bauerfeind – producent, inspelningstekniker
- Jürgen Lusky – mixning, mastering
- Thomas Geiger – redigering
- Angst-im-Wald – omslagskonst